# 樋口隆則
樋口 隆則（ひぐち たかのり、1958年11月10日 - ）は、日本の俳優。大阪府豊中市出身。旧芸名は菊池 隆則（きくち たかのり）、菊池 孝典（きくち たかのり）。以前はオフィスPSC、クリオネ、シネマポルト、サイアン・インターナショナルに所属していた。現在の所属事務所はOrante。
父親はプロレスリング・ノア監査役のジョー樋口。

## 略歴
ハワイ大学で語学研修後、ニューヨーク市立大学医学部心理学科中退、ネイバーフッドプレイハウス（NEIGHBORHOOD PLAYHOUSE）卒業。帰国後、演劇集団 円に入り、『欲望という名の電車』（1989年）では岸田今日子の相手役で準主演を果たし、堂々の舞台デビューを果たす。その後、円を退団し、主にテレビドラマで活躍する。
2001年には『仮面ライダーアギト』に出演し、当時42歳（満年齢としては43歳）という年齢で仮面ライダーの一人・アナザーアギトを演じ、話題になった。その際、当初予定されていなかったアナザーアギトの商品化を熱望し、実現した時は大いに喜んだという。同作で共演した友井雄亮は当時所属していた事務所の後輩で、樋口初登場の回では、友井が「樋口との共演」ということで緊張のあまり演技だということを忘れ、役柄に似合わぬ言葉遣いになってNGを出したという逸話もある。
2002年、「俳優に求められる基礎であり全てであるRepetition」を学ぶ場としての「心日庵」を設立（現　Actor's Training Center＝A・T・C）。舞台監修やUPSアカデミーでの監修、wowowでのドラマ監督、短編映画の監督なども務めた。
2016年、佐々木希主演、クリストファー・ドイル撮影監督による映画『縁〜The Bride of Izumo〜』の脚本に参加、また同年、仮面女子の出演する映画『桜散れども』を脚本・監督。自身の立ち上げた Actor's Training Centerからも多くの短編映画が制作されている。

## 出演

### テレビドラマ
- 必殺仕事人意外伝 主水、第七騎兵隊と闘う 大利根ウエスタン月夜（1985年） - 平田深喜 役
- はぐれ刑事純情派 第3シリーズ 第18話（1990年、テレビ朝日）
- もう誰も愛さない（1991年、フジテレビ）
- 大河ドラマ 信長 KING OF ZIPANGU（1992年、NHK総合） - 織田信次 役
- 妖蝶キリコ（1994年）
- 新空港物語（1994年）
- 土曜ワイド劇場（テレビ朝日）
  - 車椅子の弁護士・水島威2（1996年）
  - 特急白山6時06分（1996年）
  - 終着駅シリーズ 殺人の花客（1999年）
  - おとり捜査官・北見志穂17（2013年） - 山井茂樹 役
- 火曜サスペンス劇場（日本テレビ）
  - 新・女検事 霞夕子
    - 第8作「二粒の火」（1996年） - 秦野忠昭 役
    - 第10作「執念」（1997年） - 寺西草輔 役
    - 第16作「予期せぬ花束」（2000年） - 杉浦政雄 役
    - 第19作「犬を飼う女」（2002年） - 村井康弘 役

  - 追跡1（1997年） - 田代刑事 役[2]
  - 女友達（1997年）
  - 月のかたち（1998年）
  - 九門法律相談所11（1998年）
  - 消えた殺人者（1999年）
- 月曜ドラマスペシャル『夜の虹』（1996年、TBS）
- ウルトラマンダイナ 第1・2・39話（1997年、MBS） - フドウ・タケル 役
- 水曜ドラマの花束『ふたつの愛』（1998年、NHK大阪）
- 透明少女エア（1998年、テレビ朝日）
- 月曜ドラマスペシャル十津川警部シリーズ』16・寝台急行銀河殺人事件（1999年、TBS） - 星野貞裕 役
- はみだし刑事情熱系 第4シリーズ 第20話（2000年、テレビ朝日）
- 別れる2人の事件簿（2000年、テレビ朝日）
- NHK朝の連続テレビ小説『オードリー』（2000年、NHK大阪） - 青葉城虎之助／タイガー・ウォン 役
- 大江戸を駈ける! 第2話（2000年 TBS・C.A.L） - 本所 役
- 仮面ライダーアギト（2001年、テレビ朝日） - 木野薫 役
- 女と愛とミステリー（テレビ東京）
  - 松本清張特別企画『ガラスの城』（2001年） - 杉岡久一郎 役
  - 北アルプス山岳救助隊・紫門一鬼4 北アルプス殺人ケルン（2002年）
  - さすらい署長 風間昭平1 みちのく北上川殺人事件（2003年）
- キッズ・ウォー（TBS） - 瀬島順太郎 役
  - キッズ・ウォー5〜ざけんなよ〜（2003年）
  - キッズ・ウォースペシャル〜これでファイナル! ざけんなよ〜（2003年11月、TBS）
- 特捜戦隊デカレンジャー 第1・2話（2004年、テレビ朝日） - コートの男 / ドン・モヤイダ 役
- 水戸黄門第33部 第20話（2004年、TBS・C.A.L） - 荒磯の太郎 役
- 警察署長・たそがれ正治郎
- 相棒シリーズ（テレビ朝日）
  - season4 第12話（2006年） - 川端敏臣 役
  - season13 第4話（2014年） - 勅使河原章 役
- 東海テレビ制作昼ドラマ（東海テレビ・フジテレビ系列）
  - 麗わしき鬼(2007年4月） - 南崎義正 役
  - 非婚同盟（2009年2月） - 鏑木楠造 役
  - 天国の恋（2013年12月） - 戦場カメラマン・森勝一 役
- ハゲタカ（2007年） - 吉田陽介 役
- 八州廻り桑山十兵衛〜捕物控ぶらり旅（2007年、テレビ朝日） - 彦次郎 役
- 新・科捜研の女（2008年5月） - 山本達也 役
- 水曜ミステリー9（テレビ東京）
  - 旅行作家・茶屋次郎9 笛吹川殺人事件（2011年） - 窪塚由紀夫 役
- 月曜ゴールデン「ホームドクター・神村愛」（2012年 TBS） - 安西新作 役
- 科捜研の女 第15シリーズ File5（2015年11月、テレビ朝日） - 京都疾病予防管理センター副所長・徳村尚文 役
- スペシャルドラマ「老人ホーム「ハッピー・ロード」愉快な仲間たちの事件簿」（2016年9月11日、テレビ東京） - 刑事 役

### ネット配信ドラマ
- 仮面戦隊ゴライダー（2017年、auビデオパス） - 木野薫 / アナザーアギト / ミドライダー 役[3]

### 映画
- 高校教師（1993年） - 牧野武志 役
- WINDS OF GOD（1995年、松竹） - 寺川中尉 役
- くノ一忍法帖　自来也秘抄（1995年）
- 弾丸ランナー（1996年）
- イグナシオ（1996年）
- 女優霊（1996年）
- シベリア超特急（1996年） - 青山一等書記官 役
- MONDAY（1999年）
- 修羅のみち5 東北（みちのく）殺しの軍団（2002年）- リチャード 役
- 渋谷物語（2005年）
- 極道の妻たち 情炎（2005年） - 菅沼組前若頭 西郷龍二 役
- 凍える鏡（2008年）
- ポストマン（2008年3月）
- 米映画「終戦のエンペラー」（2013年）

### Vシネマ
- 制覇4 - 10（2016年2月 - 2017年4月） - 難波組 舛岡石成 役
  - 制覇4（2016年2月） - 四代目難波組若頭 山地組組長(四代目元若頭補佐) 役
  - 制覇5 - 10（2016年4月 - 2017年4月） - 五代目難波組組長 役
- 強者(ツワモノ)（2016年 - 2017年）全3作
- 日本統一21 - 29（2017年 - 2018年） - 二代目丸神会理事長補佐→三代目侠和会最高顧問 横浜 三代目藤代組組長 棟方龍治（侠和会川谷雄一と五分の兄弟分） 役
- 極道天下布武 第一幕 - 第五幕（2017年 - 2018年） - 警視庁警視監 暴力団特別対策本部 本部長 近藤前久 役
- 首都抗争（2017年）全3作 - 武田一家若頭 真壁光博 役
- 極道黙示録（2017年 - 2018円）全3作
- GOKU・OH 極王4 - 6（2020年） - 京神同友会本部長 二代目明石組組長 山藤辰巳 役

### 舞台
- 欲望という名の電車（1989年 - 1991年、演劇集団 円） - スタンリー・コワルスキー 役
- 滅びかけた人類 その愛の本質とは（1993年）
- 毛皮のマリー（1994年・1996年・2001年・2009年）
- ふるあめりかに袖はぬらさじ（1997年）
- 夕鶴（1998年）
- 胡蝶・私が愛したハムレット（1999年）
- かくて新年は（1999年）
- SYMBION! absolute Live（2002年）
- 北条時宗（2002年）
- 愛の讃歌（2006年）
- ナツひとり－届かなかった手紙－（2007年）
- 愛の讃歌　エディット・ピアフ物語（美輪明宏版） （2011年）

### CM
- ジョージア缶コーヒー ツインピークス編（1992年）
- キャスター・マイルド（1993年 - 1994年）
- バドワイザー（1995年）
- ネスカフェ・プレジデント（1999年）

### 吹き替え
- サウスパーク（コメディ・セントラル・WOWOW） - メフィスト 役
- 名探偵モンク 第25話（NHK-BS2）

### ゲーム
- 仮面ライダー ストームヒーローズ 新たなる覚醒（2016年3月、Android・iOS） - アナザーアギト 役
- 仮面ライダーバトル ガンバライジング（2022年11月、アーケード） - 仮面ライダーアナザーアギト 役[4]
- 仮面ライダーバトル ガンバレジェンズ（2023年、アーケード） - 仮面ライダーアナザーアギト 役